# Pertusaria melanostoma
Pertusaria melanostoma är en lavart som beskrevs av Krempelh. Pertusaria melanostoma ingår i släktet Pertusaria och familjen Pertusariaceae.   Inga underarter finns listade i Catalogue of Life.